# Lista latarni morskich w Anglii
Poniższy artykuł przedstawia listę latarni morskich w Anglii, części składowej Wielkiej Brytanii. Wieloma z nich zarządza organizacja Trinity House. Najwyższymi latarniami morskimi w Anglii są Bishop Rock oraz Eddystone, obie mające wysokość 49 metrów.

## Latarnie morskie
| Latarnia                   | Ilustracja | Lokalizacja współrzędne                                            | Hrabstwo        | Rok budowy | Wysokość wieży | Wysokość światła | Zasięg światła | Uwagi                                                                                        |
| -------------------------- | ---------- | ------------------------------------------------------------------ | --------------- | ---------- | -------------- | ---------------- | -------------- | -------------------------------------------------------------------------------------------- |
| Anvil Point                |            | Anvil Point 50°35′30,8″N 1°57′36,0″W/50,591900 -1,960000           | Dorset          | 1881       | 12 m (39 ft)   | 45 m (148 ft)    | 9 nmi (17 km)  | Trinity House                                                                                |
| Bamburgh                   |            | Bamburgh 55°36′59,8″N 1°43′27,1″W/55,616600 -1,724200              | Northumberland  | 1910       | 9 m (30 ft)    | 12 m (39 ft)     | 12 nmi (22 km) | Trinity House                                                                                |
| Beachy Head                |            | Beachy Head 50°44′01,3″N 0°14′29,0″E/50,733700 0,241400            | East Sussex     | 1902       | 43 m (141 ft)  | 31 m (102 ft)    | 8 nmi (15 km)  | Trinity House                                                                                |
| Belle Tout                 |            | Beachy Head 50°44′17,5″N 0°12′52,2″E/50,738200 0,214500            | East Sussex     | 1834       | 14 m (46 ft)   | 87 m (285 ft)    | Nieaktywna     | Wycofana z eksploatacji w 1902 r. – zastąpiona przez Beachy Head                             |
| Berkeley Pill Front        |            | Ujście rzeki Severn 51°41′59,3″N 2°29′24,4″W/51,699800 -2,490100   | Gloucestershire | 1937       | 8 m (26 ft)    | 5 m (16 ft)      | Nieznana       |                                                                                              |
| Berkeley Pill Rear         |            | Ujście rzeki Severn 51°41′53,5″N 2°29′25,4″W/51,698200 -2,490400   | Gloucestershire | 1937       | 12 m (39 ft)   | 11 m (36 ft)     | Nieznana       |                                                                                              |
| Berry Head                 |            | Berry Head 50°23′57,8″N 3°29′00,2″W/50,399400 -3,483400            | Devon           | 1906       | 5 m (16 ft)    | 58 m (190 ft)    | 19 nmi (35 km) | Trinity House                                                                                |
| Berwick                    |            | Berwick-upon-Tweed 55°45′53,3″N 1°59′03,1″W/55,764800 -1,984200    | Northumberland  | 1826       | 13 m (43 ft)   | 15 m (49 ft)     | 6 nmi (11 km)  |                                                                                              |
| Bidston                    |            | Bidston Hill 53°23′49,2″N 3°04′30,0″W/53,397000 -3,075000          | Merseyside      | 1873       | 21 m (69 ft)   | Nieznana         | Nieaktywna     |                                                                                              |
| Bishop Rock                |            | Bishop Rock 49°52′22,4″N 6°26′44,9″W/49,872900 -6,445800           | Isles of Scilly | 1851       | 49 m (161 ft)  | 44 m (144 ft)    | 24 nmi (44 km) | Trinity House                                                                                |
| Black Nore                 |            | Portishead 51°29′04,9″N 2°47′58,9″W/51,484700 -2,799700            | Somerset        | 1894       | 11 m (36 ft)   | Nieznana         | Nieaktywna     |                                                                                              |
| Blyth High                 |            | Blyth 55°07′32,2″N 1°29′57,8″W/55,125600 -1,499400                 | Northumberland  | 1788       | 19 m (62 ft)   | Nieznana         | Nieaktywna     |                                                                                              |
| Bow Creek                  |            | Tower Hamlets 51°30′27,7″N 0°00′29,9″E/51,507700 0,008300          | Wielki Londyn   | 1863       | Nieznana       | Nieznana         | Nieaktywna     | Dawniej służyła do prób światła dla Trinity House.                                           |
| Brownsman Island           |            | Wyspy Farne 55°38′02,8″N 1°37′31,8″W/55,634100 -1,625500           | Northumberland  | 1811       | 12 m (39 ft)   | Nieznana         | Nieaktywna     |                                                                                              |
| Bull Point                 |            | Mortehoe 51°11′57,1″N 4°12′04,0″W/51,199200 -4,201100              | Devon           | 1879       | 11 m (36 ft)   | 54 m (177 ft)    | 24 nmi (44 km) | Trinity House                                                                                |
| Burnham-on-Sea High        |            | Burnham-on-Sea 51°14′53,9″N 3°00′20,9″W/51,248300 -3,005800        | Somerset        | 1832       | 30 m (98 ft)   | Nieznana         | Nieaktywna     |                                                                                              |
| Burnham-on-Sea Low         |            | Burnham-on-Sea 51°14′53,9″N 3°00′20,9″W/51,248300 -3,005800        | Somerset        | 1832       | 11 m (36 ft)   | 7 m (23 ft)      | 12 nmi (22 km) |                                                                                              |
| Burnham-on-Sea Round Tower |            | Burnham-on-Sea 51°14′22,9″N 2°59′53,9″W/51,239700 -2,998300        | Somerset        | 1801       | Nieznana       | Nieznana         | Nieaktywna     |                                                                                              |
| Chapel Rock                |            | Ujście rzeki Severn 51°36′25,6″N 2°39′12,2″W/51,607100 -2,653400   | Gloucestershire | 1907       | 8 m (26 ft)    | 6 m (20 ft)      | 8 nmi (15 km)  |                                                                                              |
| Coquet Island              |            | Coquet Island 55°20′02,0″N 1°32′22,9″W/55,333900 -1,539700         | Northumberland  | 1841       | 22 m (72 ft)   | 25 m (82 ft)     | 19 nmi (35 km) | Trinity House                                                                                |
| Cromer                     |            | Cromer 52°55′28,9″N 1°18′59,4″E/52,924700 1,316500                 | Norfolk         | 1833       | 18 m (59 ft)   | 84 m (276 ft)    | 21 nmi (39 km) | Trinity House                                                                                |
| Crow Point                 |            | Braunton Burrows 51°03′58,0″N 4°11′22,9″W/51,066100 -4,189700      | Devon           | 1954       | 5 m (16 ft)    | 8 m (26 ft)      | 6 nmi (11 km)  | Niewielka budowla sklasyfikowana jako latarnia morska przez Trinity House                    |
| Dovercourt High            |            | Dovercourt 51°55′49,4″N 1°16′31,1″E/51,930400 1,275300             | Essex           | 1863       | 14 m (46 ft)   | Nieznana         | Nieaktywna     |                                                                                              |
| Dovercourt Low             |            | Dovercourt 51°55′48,4″N 1°16′41,2″E/51,930100 1,278100             | Essex           | 1863       | 8 m (26 ft)    | Nieznana         | Nieaktywna     |                                                                                              |
| Dubris Pharos              |            | Dover Castle 51°07′42,2″N 1°19′22,8″E/51,128400 1,323000           | Kent            | 100        | 19 m (62 ft)   | Nieznana         | Nieaktywna     | Znana również jako Dover Pharos lub Roman Pharos. Datowanie budowli waha się od 50 do 150 r. |
| Dungeness                  |            | Dungeness 50°54′49,7″N 0°58′10,9″E/50,913800 0,969700              | Kent            | 1904       | 44 m (144 ft)  | Nieznana         | Nieaktywna     |                                                                                              |
| Dungeness                  |            | Dungeness 50°54′47,9″N 0°58′34,0″E/50,913300 0,976100              | Kent            | 1961       | 43 m (141 ft)  | 40 m (131 ft)    | 21 nmi (39 km) | Trinity House                                                                                |
| Eddystone                  |            | Eddystone Rocks 50°10′48,0″N 4°15′54,0″W/50,180000 -4,265000       | Devon           | 1882       | 49 m (161 ft)  | 41 m (135 ft)    | 17 nmi (31 km) | Trinity House                                                                                |
| Ellesmere Port             |            | Ellesmere Port 53°17′25,2″N 2°53′38,2″W/53,290340 -2,893950        | Cheshire        | 1880       | 11 m (36 ft)   | Nieznana         | Nieaktywna     |                                                                                              |
| Farne                      |            | Wyspy Farne 55°36′55,1″N 1°39′20,9″W/55,615300 -1,655800           | Northumberland  | 1811       | 13 m (43 ft)   | 27 m (89 ft)     | 10 nmi (19 km) | Trinity House                                                                                |
| Fish Quay High             |            | North Shields 55°00′31,0″N 1°26′16,1″W/55,008600 -1,437800         | Tyne and Wear   | 1807       | 18 m (59 ft)   | 42 m (138 ft)    | Nieaktywna     |                                                                                              |
| Fish Quay Low              |            | North Shields 55°00′32,8″N 1°26′03,8″W/55,009100 -1,434400         | Tyne and Wear   | 1807       | 26 m (85 ft)   | 25 m (82 ft)     | Nieaktywna     |                                                                                              |
| Fish Quay Old High         |            | North Shields 55°00′33,8″N 1°26′12,5″W/55,009400 -1,436800         | Tyne and Wear   | 1727       | Nieznana       | Nieznana         | Nieaktywna     |                                                                                              |
| Fish Quay Old Low          |            | North Shields 55°00′35,3″N 1°26′00,2″W/55,009800 -1,433400         | Tyne and Wear   | 1727       | Nieznana       | Nieznana         | Nieaktywna     |                                                                                              |
| Flamborough Head           |            | Flamborough Head 54°06′59,0″N 0°04′58,1″W/54,116400 -0,082800      | East Yorkshire  | 1806       | 27 m (89 ft)   | 65 m (213 ft)    | 24 nmi (44 km) | Trinity House                                                                                |
| Fleetwood High             |            | Fleetwood 53°55′35,4″N 3°00′27,0″W/53,926500 -3,007500             | Lancashire      | 1840       | 27 m (89 ft)   | 28 m (92 ft)     | 9 nmi (17 km)  |                                                                                              |
| Fleetwood Low              |            | Fleetwood 53°55′43,0″N 3°00′32,8″W/53,928600 -3,009100             | Lancashire      | 1840       | 13 m (43 ft)   | 14 m (46 ft)     | 9 nmi (17 km)  |                                                                                              |
| Folkestone Pier            |            | Folkestone 51°04′33,6″N 1°11′41,2″E/51,076010 1,194780             | Kent            | 1860       | 13 m (43 ft)   | 14 m (46 ft)     | 22 nmi (41 km) | Folkestone Harbour Co.                                                                       |
| Godrevy                    |            | St Ives 50°14′33,0″N 5°24′01,1″W/50,242500 -5,400300               | Kornwalia       | 1859       | 26 m (85 ft)   | 37 m (121 ft)    | Nieaktywna     | Pozostaje na liście Trinity House, lecz światło obecnie zamontowane jest osobno              |
| Gorleston (Range Rear)     |            | Gorleston 52°34′19,6″N 1°43′56,3″E/52,572100 1,732300              | Norfolk         | 1878       | 21 m (69 ft)   | 20 m (66 ft)     | Nieaktywna     | Nieaktywna od 2007                                                                           |
| Gorleston South Pier       |            | Gorleston 52°34′19,6″N 1°44′16,8″E/52,572100 1,738000              | Norfolk         | 1955       | 8 m (26 ft)    | 11 m (36 ft)     | 11 nmi (20 km) |                                                                                              |
| Guile Point                |            | Lindisfarne 55°40′00,1″N 1°48′00,0″W/55,666700 -1,800000           | Northumberland  | 1859       | 21 m (69 ft)   | 9 m (30 ft)      | 4 nmi (7 km)   | Niewielka budowla sklasyfikowana jako latarnia morska przez Trinity House                    |
| Gunfleet                   |            | Frinton-on-Sea 51°46′45,1″N 1°21′27,0″E/51,779200 1,357500         | Essex           | 1850       | 23 m (75 ft)   | Nieznana         | Nieaktywna     | Nieaktywna od 1921                                                                           |
| Hale Head                  |            | Hale 53°19′21,0″N 2°47′39,5″W/53,322500 -2,794300                  | Cheshire        | 1906       | 18 m (59 ft)   | Nieznana         | Nieaktywna     |                                                                                              |
| Happisburgh                |            | Happisburgh 52°49′10,2″N 1°32′19,3″E/52,819500 1,538700            | Norfolk         | 1791       | 26 m (85 ft)   | 41 m (135 ft)    | 14 nmi (26 km) |                                                                                              |
| Hartland Point             |            | Hartland Point 51°01′03,0″N 4°31′04,1″W/51,017500 -4,517800        | Devon           | 1874       | 18 m (59 ft)   | 37 m (121 ft)    | Nieaktywna     | Trinity House                                                                                |
| Harwich High               |            | Harwich 51°56′39,8″N 1°17′18,6″E/51,944400 1,288500                | Essex           | 1818       | 21 m (69 ft)   | Nieznana         | Nieaktywna     |                                                                                              |
| Harwich Low                |            | Harwich 51°56′36,2″N 1°17′27,2″E/51,943400 1,290900                | Essex           | 1818       | 9 m (30 ft)    | Nieznana         | Nieaktywna     |                                                                                              |
| Hunstanton                 |            | Hunstanton 52°56′58,6″N 0°29′37,0″E/52,949600 0,493600             | Norfolk         | 1840       | 19 m (62 ft)   | Nieznana         | Nieaktywna     |                                                                                              |
| Herd Groyne                |            | South Shields 55°00′28,4″N 1°25′26,8″W/55,007900 -1,424100         | Tyne and Wear   | 1882       | 15 m (49 ft)   | 15 m (49 ft)     | 19 nmi (35 km) |                                                                                              |
| Heugh Hill                 |            | Lindisfarne 55°40′00,1″N 1°48′00,0″W/55,666700 -1,800000           | Northumberland  | Nieznana   | 8 m (26 ft)    | 24 m (79 ft)     | 5 nmi (9 km)   | Trinity House                                                                                |
| Hilbre Island              |            | Hilbre Island 53°22′59,9″N 3°13′43,0″W/53,383300 -3,228600         | Merseyside      | 1927       | 3 m (10 ft)    | 14 m (46 ft)     | 5 nmi (9 km)   | Niewielka budowla sklasyfikowana jako latarnia morska przez Trinity House                    |
| Hodbarrow                  |            | Millom 54°11′38,4″N 3°15′29,9″W/54,194000 -3,258300                | Kumbria         | 1866       | 18 m (59 ft)   | Nieznana         | Nieaktywna     |                                                                                              |
| Hodbarrow Haverigg         |            | Haverigg 54°11′25,4″N 3°16′03,0″W/54,190400 -3,267500              | Kumbria         | 1905       | 9 m (30 ft)    | 12 m (39 ft)     | Nieznana       |                                                                                              |
| Hoylake Upper              |            | Hoylake 53°23′40,9″N 3°10′50,2″W/53,394700 -3,180600               | Merseyside      | 1865       | 17 m (56 ft)   | Nieznana         | Nieaktywna     |                                                                                              |
| Hurst Point                |            | Hurst Castle 50°42′29,2″N 1°33′01,1″W/50,708100 -1,550300          | Hampshire       | 1867       | 26 m (85 ft)   | 23 m (75 ft)     | 13 nmi (24 km) | Trinity House                                                                                |
| Ilfracombe                 |            | Ilfracombe 51°12′03,6″N 4°06′47,9″W/51,201000 -4,113300            | Devon           | 1819       | 11 m (36 ft)   | 39 m (128 ft)    | 6 nmi (11 km)  |                                                                                              |
| Killingholme High          |            | South Killingholme 53°38′49,9″N 0°13′07,7″W/53,647200 -0,218800    | Lincolnshire    | 1876       | 24 m (79 ft)   | 21 m (69 ft)     | 3 nmi (6 km)   |                                                                                              |
| Killingholme North Low     |            | South Killingholme 53°38′57,5″N 0°13′10,9″W/53,649300 -0,219700    | Lincolnshire    | 1851       | 14 m (46 ft)   | Nieznana         | Nieaktywna     |                                                                                              |
| Killingholme South Low     |            | South Killingholme 53°38′47,8″N 0°12′58,3″W/53,646600 -0,216200    | Lincolnshire    | 1836       | 14 m (46 ft)   | 10 m (33 ft)     | 14 nmi (26 km) |                                                                                              |
| Leasowe                    |            | Leasowe 53°24′49,0″N 3°07′34,0″W/53,413600 -3,126100               | Merseyside      | 1763       | 33 m (108 ft)  | Nieznana         | Nieaktywna     |                                                                                              |
| Lizard                     |            | Lizard Point 49°57′36,0″N 5°12′06,1″W/49,960000 -5,201700          | Kornwalia       | 1751       | 19 m (62 ft)   | 70 m (230 ft)    | 26 nmi (48 km) | Trinity House                                                                                |
| Longships                  |            | Longships 50°04′00,8″N 5°44′48,8″W/50,066900 -5,746900             | Kornwalia       | 1875       | 35 m (115 ft)  | 35 m (115 ft)    | 15 nmi (28 km) | Trinity House                                                                                |
| Longstone                  |            | Wyspy Farne 55°38′37,7″N 1°36′34,9″W/55,643800 -1,609700           | Northumberland  | 1826       | 26 m (85 ft)   | 23 m (75 ft)     | 24 nmi (44 km) | Trinity House                                                                                |
| Lowestoft                  |            | Lowestoft 52°29′12,8″N 1°45′20,9″E/52,486900 1,755800              | Suffolk         | 1874       | 16 m (52 ft)   | 37 m (121 ft)    | 23 nmi (43 km) | Trinity House                                                                                |
| Lundy Island (Old Light)   |            | Lundy 51°10′59,9″N 4°40′00,1″W/51,183300 -4,666700                 | Devon           | 1820       | 29 m (95 ft)   | 164 m (538 ft)   | Nieaktywna     |                                                                                              |
| Lundy Island North         |            | Lundy 51°10′59,9″N 4°40′00,1″W/51,183300 -4,666700                 | Devon           | 1897       | 17 m (56 ft)   | 48 m (157 ft)    | 17 nmi (31 km) | Trinity House                                                                                |
| Lundy Island South         |            | Lundy 51°10′59,9″N 4°40′00,1″W/51,183300 -4,666700                 | Devon           | 1897       | 16 m (52 ft)   | 53 m (174 ft)    | 15 nmi (28 km) | Trinity House                                                                                |
| Lyde Rock                  |            | Ujście rzeki Severn 51°36′52,9″N 2°38′39,8″W/51,614700 -2,644400   | Gloucestershire | 2008       | 10 m (33 ft)   | 12 m (39 ft)     | 5 nmi (9 km)   |                                                                                              |
| Lynmouth Foreland          |            | Foreland Point 51°14′44,2″N 3°47′12,1″W/51,245600 -3,786700        | Devon           | 1900       | 15 m (49 ft)   | 67 m (220 ft)    | 18 nmi (33 km) | Trinity House                                                                                |
| Maryport                   |            | Maryport 54°43′04,1″N 3°30′38,5″W/54,717800 -3,510700              | Kumbria         | 1856/1996  | 6 m (20 ft)    | 10 m (33 ft)     | 6 nmi (11 km)  |                                                                                              |
| Nab Tower                  |            | Solent 50°40′04,1″N 0°57′09,0″W/50,667800 -0,952500                | Isle of Wight   | 1920       | 27 m (89 ft)   | 27 m (89 ft)     | 12 nmi (22 km) | Trinity House                                                                                |
| Needles                    |            | Alum Bay 50°39′43,9″N 1°35′30,1″W/50,662200 -1,591700              | Isle of Wight   | 1859       | 31 m (102 ft)  | 24 m (79 ft)     | 17 nmi (31 km) | Trinity House                                                                                |
| New Brighton               |            | New Brighton 53°26′39,8″N 3°02′32,3″W/53,444400 -3,042300          | Merseyside      | 1830       | 29 m (95 ft)   | 23 m (75 ft)     | Nieaktywna     | Znana również jako Perch Rock                                                                |
| North Foreland             |            | North Foreland 51°22′29,6″N 1°26′42,4″E/51,374900 1,445100         | Kent            | 1691       | 26 m (85 ft)   | 57 m (187 ft)    | 19 nmi (35 km) | Trinity House                                                                                |
| Orfordness                 |            | Orfordness 52°05′02,0″N 1°34′27,5″E/52,083900 1,574300             | Suffolk         | 1793       | 30 m (98 ft)   | Nieznana         | Nieaktywna     |                                                                                              |
| Pakefield                  |            | Pakefield 52°26′13,2″N 1°43′45,5″E/52,437000 1,729300              | Suffolk         | 1832       | 9 m (30 ft)    | 20 m (66 ft)     | Nieaktywna     |                                                                                              |
| Paull                      |            | Paull 53°43′08,0″N 0°14′04,2″W/53,718900 -0,234500                 | East Yorkshire  | 1836       | 14 m (46 ft)   | Nieznana         | Nieaktywna     |                                                                                              |
| Pendeen                    |            | Pendeen 50°09′54,0″N 5°40′18,8″W/50,165000 -5,671900               | Kornwalia       | 1900       | 17 m (56 ft)   | 59 m (194 ft)    | 16 nmi (30 km) | Trinity House                                                                                |
| Peninnis                   |            | Peninnis Head 49°54′16,6″N 6°18′12,6″W/49,904600 -6,303500         | Isles of Scilly | 1911       | 14 m (46 ft)   | 36 m (118 ft)    | 9 nmi (17 km)  | Trinity House                                                                                |
| Plover Scar                |            | Cockersand Abbey 53°58′48,0″N 2°52′58,1″W/53,980000 -2,882800      | Lancashire      | 1847       | 8 m (26 ft)    | 6 m (20 ft)      | 6 nmi (11 km)  |                                                                                              |
| Plymouth Breakwater        |            | Plymouth Breakwater 50°20′04,2″N 4°09′31,3″W/50,334500 -4,158700   | Devon           | 1844       | 23 m (75 ft)   | 19 m (62 ft)     | 12 nmi (22 km) |                                                                                              |
| Portishead Point           |            | Portishead 51°29′38,0″N 2°46′18,8″W/51,493900 -2,771900            | Somerset        | 1931       | 9 m (30 ft)    | 9 m (30 ft)      | 16 nmi (30 km) | Znana również jako latarnia morska Battery Point                                             |
| Portland Bill              |            | Portland Bill 50°30′50,8″N 2°27′22,7″W/50,514100 -2,456300         | Dorset          | 1906       | 41 m (135 ft)  | 43 m (141 ft)    | 25 nmi (46 km) | Trinity House                                                                                |
| Portland Bill High         |            | Portland Bill 50°31′20,3″N 2°27′23,0″W/50,522300 -2,456400         | Dorset          | 1869       | 12 m (39 ft)   | Nieznana         | Nieaktywna     |                                                                                              |
| Portland Bill Low          |            | Portland Bill 50°31′10,6″N 2°27′04,0″W/50,519600 -2,451100         | Dorset          | 1869       | 25 m (82 ft)   | Nieznana         | Nieaktywna     |                                                                                              |
| Portland Breakwater        |            | Portland 50°34′05,5″N 2°25′34,0″W/50,568200 -2,426100              | Dorset          | 1905       | 22 m (72 ft)   | 22 m (72 ft)     | 10 nmi (19 km) |                                                                                              |
| Rampside                   |            | Rampside 54°05′11,0″N 3°09′40,3″W/54,086400 -3,161200              | Kumbria         | 1875       | 16 m (52 ft)   | 14 m (46 ft)     | 14 nmi (26 km) |                                                                                              |
| Ramsgate West Pier         |            | Ramsgate 51°19′39,7″N 1°25′17,4″E/51,327700 1,421500               | Kent            | 1842       | 11 m (36 ft)   | 12 m (39 ft)     | 7 nmi (13 km)  |                                                                                              |
| Roker Pier                 |            | Sunderland 54°55′17,0″N 1°21′08,6″W/54,921400 -1,352400            | Tyne and Wear   | 1903       | 23 m (75 ft)   | 25 m (82 ft)     | 18 nmi (33 km) |                                                                                              |
| Round Island               |            | Isles of Scilly 49°58′41,9″N 6°19′21,0″W/49,978300 -6,322500       | Isles of Scilly | 1887       | 19 m (62 ft)   | 55 m (180 ft)    | 24 nmi (44 km) | Trinity House                                                                                |
| Royal Sovereign            |            | Eastbourne 50°43′00,5″N 0°26′00,2″E/50,716800 0,433400             | East Sussex     | 1971       | 36 m (118 ft)  | 28 m (92 ft)     | 12 nmi (22 km) | Trinity House                                                                                |
| Scarborough Pier           |            | Scarborough 54°16′54,8″N 0°23′23,6″W/54,281900 -0,389900           | North Yorkshire | 1931       | 15 m (49 ft)   | 17 m (56 ft)     | 9 nmi (17 km)  |                                                                                              |
| Seaton Tower               |            | Hartlepool 54°41′29,4″N 1°12′07,9″W/54,691500 -1,202200            | Durham          | 1839       | 19 m (62 ft)   | Nieznana         | Nieaktywna     | Odbudowana w Hartlepool                                                                      |
| Shoreham                   |            | Kingston by Sea 50°49′51,2″N 0°14′53,9″W/50,830900 -0,248300       | West Sussex     | 1846       | 12 m (39 ft)   | 13 m (43 ft)     | 10 nmi (19 km) |                                                                                              |
| Smeaton's Tower            |            | Plymouth Hoe 50°21′51,8″N 4°08′30,5″W/50,364400 -4,141800          | Devon           | 1759       | 22 m (72 ft)   | Nieznana         | Nieaktywna     | Przeniesiona z Eddystone do Plymouth Hoe w 1883 r.                                           |
| Souter Point               |            | Marsden 54°58′14,9″N 1°21′51,1″W/54,970800 -1,364200               | Tyne and Wear   | 1871       | 23 m (75 ft)   | Nieznana         | Nieaktywna     |                                                                                              |
| South Foreland High        |            | South Foreland 51°08′25,4″N 1°22′16,0″E/51,140400 1,371100         | Kent            | 1843       | 21 m (69 ft)   | Nieznana         | Nieaktywna     |                                                                                              |
| South Foreland Low         |            | South Foreland 51°08′27,6″N 1°22′34,0″E/51,141000 1,376100         | Kent            | 1793       | 15 m (49 ft)   | Nieznana         | Nieaktywna     |                                                                                              |
| South Gare                 |            | South Gare 54°38′50,6″N 1°08′15,0″W/54,647400 -1,137500            | North Yorkshire | 1884       | 13 m (43 ft)   | 16 m (52 ft)     | 17 nmi (31 km) |                                                                                              |
| Southsea Castle            |            | Southsea Castle 50°46′41,9″N 1°05′17,9″W/50,778300 -1,088300       | Hampshire       | 1828       | 10 m (33 ft)   | 16 m (52 ft)     | 11 nmi (20 km) |                                                                                              |
| Southwold                  |            | Southwold 52°19′37,9″N 1°40′53,0″E/52,327200 1,681400              | Suffolk         | 1890       | 31 m (102 ft)  | 37 m (121 ft)    | 24 nmi (44 km) |                                                                                              |
| Spurn Point                |            | Spurn Point 53°34′45,1″N 0°07′05,9″E/53,579200 0,118300            | East Yorkshire  | 1895       | 39 m (128 ft)  | Nieznana         | Nieaktywna     |                                                                                              |
| Spurn Point Low            |            | Spurn Point 53°34′44,4″N 0°06′57,6″E/53,579000 0,116000            | East Yorkshire  | 1852       | 27 m (89 ft)   | Nieznana         | Nieaktywna     |                                                                                              |
| St Andrew's Church         |            | Burnham-on-Sea 51°14′21,1″N 2°59′48,8″W/51,239200 -2,996900        | Somerset        | Nieznana   | 11 m (36 ft)   | 12 m (39 ft)     | 3 nmi (6 km)   |                                                                                              |
| St Anthony's               |            | St Anthony Head 50°08′28,3″N 5°00′58,0″W/50,141200 -5,016100       | Kornwalia       | 1835       | 19 m (62 ft)   | 22 m (72 ft)     | 22 nmi (41 km) | Trinity House                                                                                |
| St Bees                    |            | St Bees Head 54°30′49,3″N 3°38′11,4″W/54,513700 -3,636500          | Kumbria         | 1867       | 17 m (56 ft)   | 102 m (335 ft)   | 18 nmi (33 km) | Trinity House                                                                                |
| St. Agnes                  |            | St. Agnes 49°53′33,0″N 6°20′43,4″W/49,892500 -6,345400             | Isles of Scilly | 1680       | 21 m (69 ft)   | Nieznana         | Nieaktywna     |                                                                                              |
| St. Catherine’s            |            | St. Catherine’s Point 50°34′32,9″N 1°17′53,9″W/50,575800 -1,298300 | Isle of Wight   | 1838       | 27 m (89 ft)   | 41 m (135 ft)    | 25 nmi (46 km) | Trinity House                                                                                |
| St. Catherine’s Oratory    |            | St. Catherine’s Down 50°35′35,5″N 1°18′14,8″W/50,593200 -1,304100  | Isle of Wight   | 1328       | 11 m (36 ft)   | 240 m (787 ft)   | Nieaktywna     |                                                                                              |
| St. Mary’s                 |            | St Mary’s Island 55°04′18,1″N 1°26′57,8″W/55,071700 -1,449400      | Tyne and Wear   | 1898       | 46 m (151 ft)  | Nieznana         | Nieaktywna     |                                                                                              |
| Start Point                |            | Start Point 50°13′17,0″N 3°38′19,0″W/50,221400 -3,638600           | Devon           | 1836       | 28 m (92 ft)   | 62 m (203 ft)    | 25 nmi (46 km) | Trinity House                                                                                |
| Tater Du                   |            | Tregurnow 50°03′07,2″N 5°34′36,1″W/50,052000 -5,576700             | Kornwalia       | 1965       | 15 m (49 ft)   | 20 m (66 ft)     | 23 nmi (43 km) | Trinity House                                                                                |
| Teignmouth                 |            | Teignmouth 50°32′32,9″N 3°29′48,5″W/50,542470 -3,496800            | Devon           | 1845       | 6 m (20 ft)    | 10 m (33 ft)     | 6 nmi (11 km)  |                                                                                              |
| The Heugh                  |            | Hartlepool 54°41′48,8″N 1°10′31,1″W/54,696900 -1,175300            | Durham          | 1927       | 16 m (52 ft)   | 19 m (62 ft)     | 19 nmi (35 km) |                                                                                              |
| Thorngumbald Clough High   |            | Paull 53°42′29,2″N 0°13′32,5″W/53,708100 -0,225700                 | East Yorkshire  | 1870       | 15 m (49 ft)   | 13 m (43 ft)     | 9 nmi (17 km)  |                                                                                              |
| Thorngumbald Clough Low    |            | Paull 53°42′31,7″N 0°13′36,8″W/53,708800 -0,226900                 | East Yorkshire  | 1870       | 9 m (30 ft)    | 8 m (26 ft)      | 9 nmi (17 km)  |                                                                                              |
| Trevose Head               |            | Trevose Head 50°32′58,2″N 5°02′10,7″W/50,549500 -5,036300          | Kornwalia       | 1847       | 27 m (89 ft)   | 62 m (203 ft)    | 20 nmi (37 km) | Trinity House                                                                                |
| Tyne North Pier            |            | Tynemouth 55°00′52,2″N 1°24′10,1″W/55,014500 -1,402800             | Tyne and Wear   | 1903       | 23 m (75 ft)   | 26 m (85 ft)     | 26 nmi (48 km) |                                                                                              |
| Tyne South Pier            |            | South Shields 55°00′42,1″N 1°24′06,1″W/55,011700 -1,401700         | Tyne and Wear   | 1895       | 12 m (39 ft)   | 15 m (49 ft)     | 13 nmi (24 km) |                                                                                              |
| Walney                     |            | Walney Island 54°02′55,0″N 3°10′37,9″W/54,048600 -3,177200         | Kumbria         | 1804       | 24 m (79 ft)   | 21 m (69 ft)     | 23 nmi (43 km) |                                                                                              |
| Watchet Harbour            |            | Watchet 51°11′03,1″N 3°19′43,0″W/51,184200 -3,328600               | Somerset        | 1862       | 7 m (23 ft)    | 9 m (30 ft)      | 9 nmi (17 km)  |                                                                                              |
| Whitby                     |            | Whitby 54°28′40,1″N 0°34′05,9″W/54,477800 -0,568300                | North Yorkshire | 1858       | 13 m (43 ft)   | 73 m (240 ft)    | 18 nmi (33 km) | Trinity House                                                                                |
| Whitby Harbour East        |            | Whitby 54°29′38,8″N 0°36′44,3″W/54,494100 -0,612300                | North Yorkshire | 1855       | 17 m (56 ft)   | Nieznana         | Nieaktywna     |                                                                                              |
| Whitby Harbour East        |            | Whitby 54°29′38,8″N 0°36′44,3″W/54,494100 -0,612300                | North Yorkshire | 1914       | 7 m (23 ft)    | 14 m (46 ft)     | 5 nmi (9 km)   |                                                                                              |
| Whitby Harbour West        |            | Whitby 54°29′39,1″N 0°36′47,9″W/54,494200 -0,613300                | North Yorkshire | 1831       | 25 m (82 ft)   | Nieznana         | Nieaktywna     |                                                                                              |
| Whitby Harbour West        |            | Whitby 54°29′39,1″N 0°36′47,9″W/54,494200 -0,613300                | North Yorkshire | 1914       | 7 m (23 ft)    | 14 m (46 ft)     | 5 nmi (9 km)   |                                                                                              |
| Whitehaven West Pier       |            | Whitehaven 54°33′10,1″N 3°35′55,0″W/54,552800 -3,598600            | Kumbria         | 1839       | 14 m (46 ft)   | 16 m (52 ft)     | 8 nmi (15 km)  |                                                                                              |
| Whitgift                   |            | Whitgift 53°41′56,8″N 0°45′27,7″W/53,699100 -0,757700              | East Yorkshire  | Nieznana   | 14 m (46 ft)   | 12 m (39 ft)     | Nieznana       |                                                                                              |
| Winterton                  |            | Winterton-on-Sea 52°42′46,8″N 1°41′43,1″E/52,713000 1,695300       | Norfolk         | 1867       | 19 m (62 ft)   | Nieznana         | Nieaktywna     |                                                                                              |
| Withernsea                 |            | Withernsea 53°43′51,2″N 0°01′43,3″E/53,730900 0,028700             | East Yorkshire  | 1894       | 38 m (125 ft)  | Nieznana         | Nieaktywna     |                                                                                              |
| Wolf Rock                  |            | Wolf Rock 49°56′42,0″N 5°48′36,0″W/49,945000 -5,810000             | Kornwalia       | 1870       | 41 m (135 ft)  | 34 m (112 ft)    | 23 nmi (43 km) | Trinity House                                                                                |

## Podobne do latarni morskich
| Latarnia         | Ilustracja | Lokalizacja współrzędne                                       | Hrabstwo       | Rok budowy | Wysokość wieży | Uwagi                   |
| ---------------- | ---------- | ------------------------------------------------------------- | -------------- | ---------- | -------------- | ----------------------- |
| Flamborough Head |            | Flamborough Head 54°07′04,8″N 0°05′22,6″W/54,118000 -0,089600 | East Yorkshire | 1669       | 24 m (79 ft)   | Używana jedynie za dnia |
| East Nene        |            | Sutton Bridge 52°48′29,9″N 0°12′48,2″E/52,808300 0,213400     | Lincolnshire   | 1830s      | 18 m (59 ft)   | Używana jedynie za dnia |
| West Nene        |            | Sutton Bridge 52°48′31,0″N 0°12′38,9″E/52,808600 0,210800     | Lincolnshire   | 1830s      | 18 m (59 ft)   | Używana jedynie za dnia |